# Nog eens: Vrye arbeid in Nederlandsch Indië
Nog eens: Vrye arbeid in Nederlandsch Indië (1871) is het tweede vlugschrift van Multatuli over vrije arbeid in Nederlands-Indië. Het eerste (Over vrijen arbeid in Nederlandsch Indië en de tegenwoordige koloniale agitatie) verscheen in 1862.
Ook in dit sarcastische vlugschrift bestrijdt Multatuli het door de Liberalen gepropageerde systeem van "vrije arbeid".